# Иконостас у Српској православној цркви у Беодри - Ново Милошево
Иконостас у православној цркви посвећеној Светом Стефану у Беодри  приписује се Теодору Поповићу, иконописцу бечкеречке сликарске породице Поповић, који је као сликар био до скоро потпуно непознат и непроучен. Овим делом он се показује као стваралац великог значаја и улоге у развоју сликарске уметности у Срба, посебно у XVIII веку на тлу Војводине. Исти значај има и позлаћена, дрворезбарена орнаментика око сликарских површина, барокно-рокајне стилизације чији аутор није познат. Иконостас је сликан 1778. године. Натпис о томе и о преношењу иконостаса из старије цркве у ову садашњу, 1874. године, као и о његовом обнављању 1904. године, стоји на картуши на царским дверима.

## Црква у Беодри
Црква Светог Стефана у Беодри је једнобродна грађевина, једноставне декорације у стилу барока.

## Галерија
- Детаљ иконостаса - Крунисање Богородице
- Део иконостаса